# Stactobia ericae
Stactobia ericae är en nattsländeart som beskrevs av Malicky 1981. Stactobia ericae ingår i släktet Stactobia och familjen smånattsländor. Inga underarter finns listade i Catalogue of Life.